# Johann Georg Hertel der Ältere

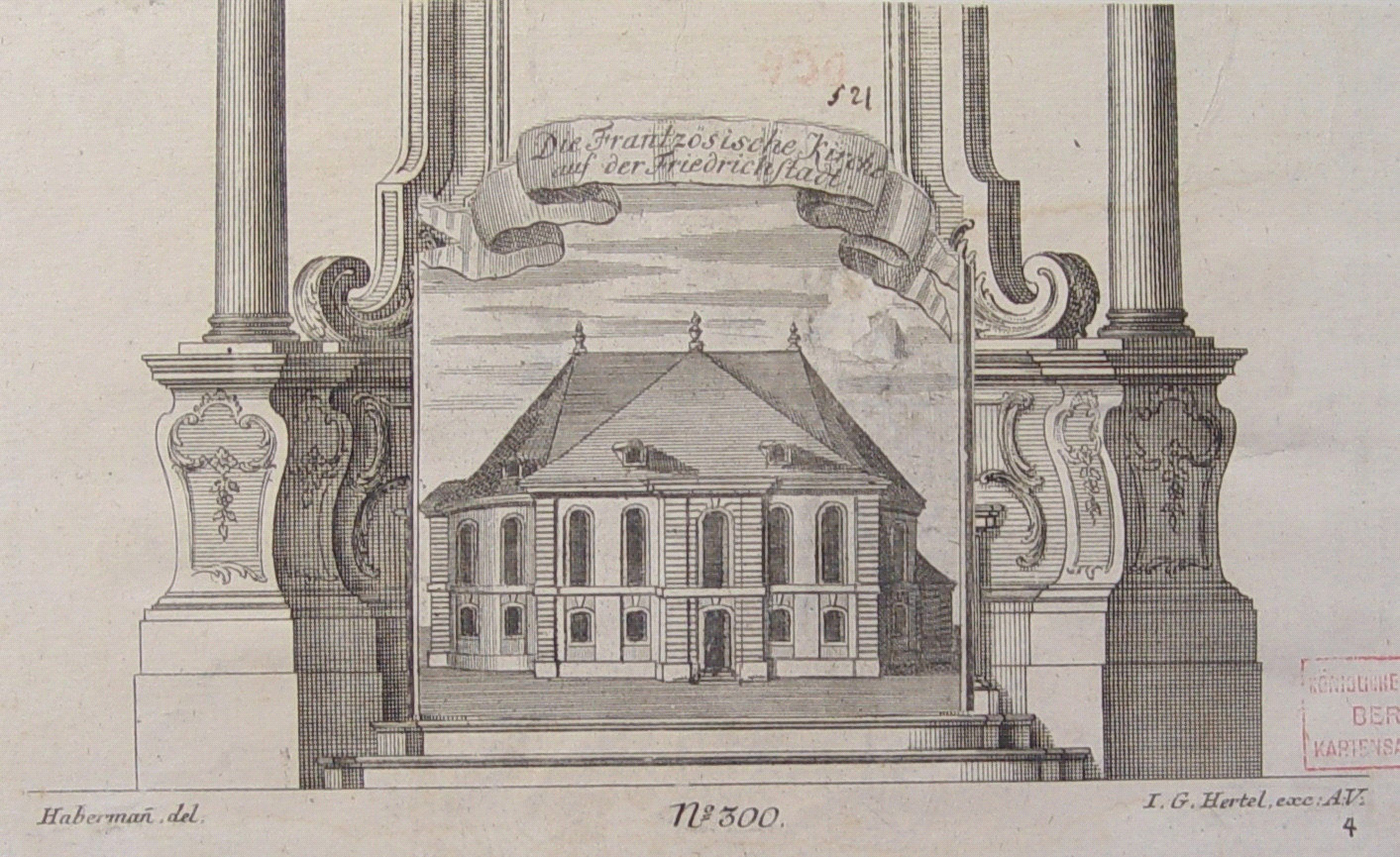
Die Frantzösische Kirche auf der Friedrich Statt, Stich von Johann Georg Hertel nach einer Zeichnung von Franz Xaver Habermann, 1760

Johann Georg Hertel (* 20. September 1700 in Augsburg; † 7. Juli 1775 ebenda) war ein deutscher Kupferstecher und Verleger.
Hertel war zunächst als Gipsformer tätig, verlegte sich dann aber auf die Kunst des Kupferstechens und wurde zum Stammvater der Augsburger Kupferstecherfamilie Hertel. Er erwarb 1748 einen Teil des J. Wolffschen Verlages in Augsburg und gründete später einen eigenen Verlag. Er brachte neben eigenen Arbeiten vor allem Kupferstiche ornamentalen, religiösen und allegorischen Charakters von Johann Wolfgang Baumgartner, Franz Xaver Habermann, Johann Gottfried Haid, Johann Esaias Nilson, Egid Verhelst und Jeremias Wachsmuth heraus.
Seine Söhne Georg Leopold Hertel (1740–1778) und Johann Georg Hertel d. J. (1734–1762) wurden ebenfalls Kupferstecher, während Johann Jacob Hertel (1746–1836) den Verlag des Vaters weiterführte.